# Serce Ameryki
Serce Ameryki (ang. American Heart) – amerykański film dramatyczny z 1992 roku w reżyserii Martina Bella. Wyprodukowany przez Triton Pictures. Główne role w filmach zagrali Edward Furlong i Jeff Bridges.
Premiera filmu miała miejsce 17 września 1992 roku w Stanach Zjednoczonych.

## Opis fabuły
Jack Kelson (Jeff Bridges), notoryczny złodziej, wyszedł właśnie z więzienia. Musi znaleźć pracę oraz co tydzień zgłaszać się u kuratora. Podejmuje pracę przy myciu szyb. Mieszka w tanim hotelu z dwunastoletnim synem Nickiem (Edward Furlong), wychowywanym dotąd przez ciotkę. Wkrótce Jack poznaje atrakcyjną Charlotte (Lucinda Jenney). Pewnego dnia pojawia się kompan z przeszłości.

## Obsada
- Jeff Bridges jako Jack Kelson
- Edward Furlong jako Nick Kelson
- Lucinda Jenney jako Charlotte
- Don Harvey jako Rainey
- Wren Walker jako Lisa

i inni